# علیرضا جعفرپور
علیرضا جعفرپور (زاده ۸ آذر ۱۳۷۹ در تبریز) بازیکن فوتبال اهل ایران است که در پست دروازه‌بان برای باشگاه فوتبال شمس آذر در لیگ برتر خلیج فارس بازی می‌کند.

## دوران باشگاهی
وی در اولین بازی خود در لیگ برتر خلیج فارس با پیراهن شمس آذر در قزوین مقابل باشگاه هوادار به میدان رفت که آن بازی با نتیجه ۲بر ۱ به سود هوادار به پایان رسید.
علیرضا جعفرپور اولین کلین شیت خود را در لیگ برتر خلیج فارس در تقابل مس رفسنجان و شمس آذر کسب کرد.
علیرضا جعفرپور در اولین فصل حضور اش در لیگ برتر خلیج فارس در مقابل تیم‌های مس رفسنجان، فولاد، سپاهان، ذوب‌آهن، صنعت نفت آبادان ملوان و استقلال خوزستان موفق به ثبت کلین شیت شد.

## افتخارات
وی سابقه قهرمانی با تیم فوتبال شمس آذر قزوین در مسابقات لیگ آزادگان در فصل ۱۴۰۱_۰۲ در سابقه کارنامه ورزشی خود دارد.